# Onthophagus ochreatus
Onthophagus ochreatus är en skalbaggsart som beskrevs av D'orbigny 1897. Onthophagus ochreatus ingår i släktet Onthophagus och familjen bladhorningar. Inga underarter finns listade i Catalogue of Life.